# Leandra umbellata
Leandra umbellata är en tvåhjärtbladig växtart som beskrevs av Dc.. Leandra umbellata ingår i släktet Leandra och familjen Melastomataceae. Inga underarter finns listade i Catalogue of Life.